# Nokian Tyres
Nokian Tyres — финская компания, крупный производитель шин для сложных климатических условий. Компания занимается разработкой и производством легковых шин, шин для коммерческого и грузового транспорта, а также индустриальных шин для тяжелой техники.
Штаб-квартира компании находится в городе Нокиа, Финляндия.

## История
История компании Nokian Tyres началась в 1898 году с предприятия Suomen Gummitehdas Osakeyhtiö — завода по производству изделий из резины в Хельсинки, Финляндия. Компания производила галоши для частных клиентов и продукцию из технической резины для промышленности.
В 1904 году производство было перенесено в город Нокиа. Перенос был связан с ростом производства и нехваткой места в центре Хельсинки.
Компания Suomen Gummitehdas планировала начать производство шин уже в начале века. После длительной подготовки в 1924 году компания начала производство велосипедных шин.
В 1932 году компания Suomen Gummitehdas Oy запускает производство автомобильных шин. Первая шина получила название Kesäpinta (Летняя покрышка). Знания и оборудование для производства шин были получены в США во время поездок, совершаемых Старшим инженером Энсио Салменкаллио. Первая партия продукции составила всего несколько десятков килограммов, но к 1934 году завод уже работал в три смены.
В 1934 году компания выпустила первую в мире зимнюю шину под названием Kelirengas (в переводе «шина для определённой погоды»). Новая шина была разработана для автобусов и грузового транспорта. Главной задачей Kelirengas являлось обеспечение тяги в глубоком снегу. Для этого был разработан специальный глубокий протектор, а в центральной части шины использовались блоки зигзагообразной формы с острыми краями, разделенные глубокими продольными канавками. Благодаря такому решению шина Kelirengas обеспечивала отличное сцепление и проходимость автомобиля на заснеженной поверхности, а также в дальнейшем позволило водителям отказаться от неудобных в использовании цепей противоскольжения.
Eсли модель Kelirengas предназначалась для коммерческого транспорта, то в 1936 году на заводе в Нокиа было начато производство шин и для легковых автомобилей. Первая зимняя шина для легковых автомобилей получила название Lumi-Hakkapeliitta. Блоки протектора новой модели были, как и в Kelirengas, расположены поперек, но их сложный рисунок обеспечивал шине более широкий функционал. Помимо высоких сцепных свойств на снегу, шина обеспечивала сцепление на льду и гравии, а развитые канавки протектора хорошо очищались от снега и грязи.
Решения, использованные в модели Lumi-Hakkapeliitta, с успехом использовались даже в 1950-х годах. К примеру, похожий, хотя и серьёзно модифицированный, рисунок протектора имела выпущенная в середине 1950-х модель Haka-Hakkapeliitta, главная особенность которой заключалась в усиленном многослойном рисунке протектора.
Как отдельная компания Nokian Tyres была образована в 1988 году путём выделения из конгломерата Nokia, с 1967 года являлась его «резиновым» подразделением (другими дивизионами были деревообработка и электротехника). Сейчас Nokia (ранее бывшая крупнейшим поставщиком мобильных телефонов) не имеет никакого отношения к Nokian Tyres.
В феврале 2014 компания Nokian Tyres представила первую в мире зимнюю шину с выдвигающимися шипами.

## Собственники и руководство
Крупнейшие акционеры компании по состоянию на конец 2021 года: Solidium (8,78 %), Ilmarinen Mutual Pension Insurance Company (2,62 %), Varma Mutual Pension Insurance Company (1,81 %), Elo Mutual Pension Insurance Company (1,23 %).
- Юкка Хиенонен (Jukka Hienonen, род. в 1961 году) — председатель совета директоров с 2020 года, ранее возглавлял строительную компанию SRV (2010—2014) и авиакомпанию Finnair (2005—2010).
- Юкка Моисио (Jukka Moisio, род. в 1961 году) — президент и главный исполнительный директор с 2020 года. До этого занимал такие же должности в производителе упаковки Huhtamäki (2008—2019)[2].

## Деятельность
Nokian Tyres — производитель шин для легковых и грузовых автомобилей, лесной и строительной техники. Особую известность получили зимние шины марки Nokian Hakkapeliitta, в том числе шипованные.
Выпуск шин на собственных заводах ведётся в городах Нокиа (Финляндия, 6 млн шин в год), Всеволожск (Россия, Ленинградская область, 14 млн шин в год) и заводе в США, открытом в 2020 году. Также компания размещает заказы на производство шин под своим брендом на сторонних предприятиях.
Подразделения по состоянию на 2022 год Annual Report 2022:
- Шины для легковых автомобилей — 69 % выручки;
- Шины для грузового транспорта — 15 % выручки;
- Vianor — сеть магазинов по торговле шинами, 20 % выручки.

География деятельности на 2022 год Annual Report 2022:
- Скандинавия — 41 % выручки (+1 %);
- остальная Европа — 17 % выручки (-10 %);
- Россия и Азия — 25 % выручки (+5 %);
- Америка — 18 % выручки (+5 %).

### Nokian Tyres в России
Интересы компании в России представляло ООО «Нокиан Шина».
Завод по производству легковых и внедорожных шин под брендами Nokian Hakkapeliitta, Nokian Hakka, Nokian Nordman был открыт во Всеволожске, Ленинградская область, осенью 2005 года. На 1 квартал 2021 года производственные мощности завода в России составляли 14 млн шин в год, инвестиции в завод превысили 1 млрд евро. 10 октября 2017 года на заводе Nokian Tyres в России была выпущена 100-миллионная шина. В российском подразделении на конец 1 квартала 2021 года было занято 1550 сотрудников.
В конце августа 2022 года стало известно, что компания собирается уйти из России и ищет покупателя на завод в Всеволожске. С 24 марта 2023 года компания «Татнефть» официально стала владельцем 100-процентной доли в шинном заводе финской компании Nokian Tyres во Всеволожске Ленинградской области. Также «Татнефти» перешла компания «Хакка инвест», которая управляет имуществом Nokian Tyres. Таким образом, сделка, на которую финский производитель шин решился в июне 2022 года, полностью завершена.

## Шингейт
Nokian официально призналась в многолетнем манипулировании результатами шинных тестов. В 2016 году финский портал Kauppalehti опубликовал материал, ставший причиной скандала в шинной отрасли. Издание получило достоверные данные о том, что Nokian в течение нескольких лет предоставляла для тестов различных журналов модифицированные шины, чтобы они побеждали в испытаниях и таким образом увеличивали ценность бренда и стоимость акций компании. По данным авторов расследования, Nokian также изучала результаты тестов шин конкурентов и модифицировала свои тестовые покрышки так, чтобы те показывали лучшие результаты.
По словам источников Kauppalehti, компания намеренно вводила потребителей в заблуждение. «Когда тестировались шины, купленные в обычном магазине, они не могли победить. Такой риск компания не могла себе позволить», — заявил один из собеседников издания.
В сообщении, появившемся на сайте Nokian, отмечается, что в предыдущие годы, когда СМИ получали продукцию непосредственно от производителя, в этой сфере действительно применялись «сомнительные» методы. При этом в компании заверили, что компания уже запретила выпускать или даже разрабатывать шины, предназначенные исключительно для успешного прохождения тестов. «Мы приносим извинения и сожалеем об ошибках, допущенных нами в прошлом», — заявил глава Nokian Tyres Ари Лехторанта.